# Paul Bonnet
Paul Bonnet (ur. 23 kwietnia 1925 w Paryżu, zm. w 1960 tamże) – francuski kompozytor, skrzypek. Studiował  w Konserwatorium Paryskim u boku takich sław jak Pierre Boulez czy Olivier Messiaen. Aktywny był jako skrzypek orkiestrowy. Koncertował głównie w Europie. Uwielbiał występować na żywo i był przeciwnikiem nagrań studyjnych. Najbliższa była mu muzyka współczesna (Piotr Czajkowski, Anton Webern i Arnold Schönberg). Był zwolennikiem dodekafonii.  Eksperymentował również z muzyką elektroniczną. Zmarł w 1960 r. w swoim mieszkaniu na Montparnasse w Paryżu.